# Arctornis phasmatodes
Arctornis phasmatodes är en fjärilsart som beskrevs av Collenette 1932. Arctornis phasmatodes ingår i släktet Arctornis och familjen tofsspinnare. Inga underarter finns listade i Catalogue of Life.